# Camarosporium quercus
Camarosporium quercus är en svampart som beskrevs av Sacc. & Roum. 1884. Camarosporium quercus ingår i släktet Camarosporium, ordningen Botryosphaeriales, klassen Dothideomycetes, divisionen sporsäcksvampar och riket svampar.   Inga underarter finns listade i Catalogue of Life.